# 陳玉梅 (政治人物)
陳玉梅（1966年7月22日—2017年1月22日），臺灣政治人物，臺中人，原先以無黨籍參選、後加入中國國民黨，曾連任五屆臺北市議員，並多次拿下偏綠的中山大同選區第一高票，基層實力雄厚，遂於2011年一度宣布參與臺北市第二選舉區立法委員黨內初選，惟最後選擇退選支持尋求連任的周守訓；2013年轉任僑務委員會副委員長，告別台北市議會。2014年為專心輔選其弟陳炳甫接棒議員，使其辭去了僅就任不足一年的僑委會副委員長一職，並在陳炳甫順利當選後便因健康因素暫時淡出政壇；2016年，被中國國民黨列為不分區立法委員候選人第18名，但當時僅獲11席，未能當選。2017年因乳癌辭世。

## 生平
陳玉梅出生臺灣省臺中市（今臺中市），父親為已故中華職棒前會長、臺灣養樂食品股份有限公司董事長陳重光，其家族在臺北市大同區擁有雄厚的基層實力，1998年陳玉梅加入國民黨後便在該選區屬黨內強棒，連續四屆以第一高票當選，亦連任五屆臺北市議員。2011年於黨內挑戰周守訓失利，未待進入初選階段便退選支持，然而最後周依然因在大同區小幅落後而無緣連任。2013年獲邀擔任僑委會副委員長，但中途離職參與輔選工作，其胞弟陳炳甫亦於2014年順利接棒，當選臺北市議員並連任至今。2015年，加入朱立倫競選總統陣營，並名列國民黨不分區名單第18名，但該屆由於大環境不利而僅獲11席，未能當選。此後，便淡出政壇。2017年1月22日，陳玉梅因乳癌病逝臺北市立聯合醫院仁愛院區，得年50歲。

## 褒揚令
僑務委員會前副委員長、臺北市議會前議員陳玉梅，貞純堅毅，穎慧通達。少歲負笈東瀛，卒業日本青山學院大學，嗣獲國立臺灣大學商學研究所在職專班碩士學位，遜志時敏，早擅英華。歷任中華民國棒球協會副理事長、中華民國舞蹈運動推廣協會理事長暨臺北市救難協會理事長等職。復膺選連任五屆臺北市議員，暢申地方民意需求，眷注社區公共事務；協成寧夏夜市改造，推展大稻埕煙火節；力促增設捷運車站，倡導救難標準配備，殫精畢思，勞瘁罔辭；遠識前瞻，獻替多所。於僑務委員會副委員長任內，凝聚僑界團結向心，襄贊服務聯繫事宜；落實加值型僑生方案，培育華裔國際專才；督辦越南災後紓困，匡濟臺商重建廠房，措置攸宜，睦誼惠僑，曾獲頒一等華光專業獎章殊榮。詎料迺以茂年遽逝，憫惜殊殷，應予明令褒揚，用彰芳賢，而表遺徽。

總　　　統　蔡英文　　　　

行政院院長　林　全　　　　

## 選舉紀錄
| 年度 | 選舉屆數               | 選舉區           | 所屬政黨   | 得票數 | 得票率 | 當選標記 | 備註 |
| ---- | ---------------------- | ---------------- | ---------- | ------ | ------ | -------- | ---- |
| 1994 | 第七屆臺北市議員選舉   | 臺北市第四選舉區 | 無黨籍     | 12,593 | 6.70%  |          |      |
| 1998 | 第八屆臺北市議員選舉   | 臺北市第四選舉區 | 中國國民黨 | 28,083 | 14.30% |          |      |
| 2002 | 第九屆臺北市議員選舉   | 臺北市第四選舉區 | 中國國民黨 | 27,423 | 15.51% |          |      |
| 2006 | 第十屆臺北市議員選舉   | 臺北市第四選舉區 | 中國國民黨 | 35,244 | 21.00% |          |      |
| 2010 | 第十一屆臺北市議員選舉 | 臺北市第四選舉區 | 中國國民黨 | 28,991 | 15.43% |          |      |

## 外部連結
- 陳玉梅 - 臺北市議會

## 資料來源
1. ↑  .   [2017-01-22]. （原始内容存档于2021-01-15）.
2. ↑  . 自由時報. 2017-01-22  [2019-01-24]. （原始内容存档于2019-12-14）.
3. ↑  . 中央社. 2017-01-22. （原始内容存档于2017-02-02）.